# Watermans Bay
Watermans Bay är en del av en befolkad plats i Australien. Den ligger i regionen Stirling och delstaten Western Australia, omkring 15 kilometer nordväst om delstatshuvudstaden Perth. Antalet invånare är 1 170.
Runt Watermans Bay är det mycket tätbefolkat, med 1 463 invånare per kvadratkilometer.. Närmaste större samhälle är Perth, omkring 15 kilometer sydost om Watermans Bay. 
Runt Watermans Bay är det i huvudsak tätbebyggt. Genomsnittlig årsnederbörd är 820 millimeter. Den regnigaste månaden är juli, med i genomsnitt 142 mm nederbörd, och den torraste är januari, med 11 mm nederbörd.